# Anton van Schijndel
Antonius Hubertus Jan Willem (Anton) van Schijndel (Amsterdam, 12 januari 1960) is een Nederlands jurist, ondernemer en politicus.
Van Schijndel was van augustus 2005 tot november 2006 lid van de Tweede Kamer der Staten-Generaal. Hij werd gekozen voor de Volkspartij voor Vrijheid en Democratie (VVD), maar werd in september 2006 uit de fractie gezet waarna hij met Joost Eerdmans de groep Eerdmans-Van Schijndel vormde. Van Schijndel sloot zich later aan bij Forum voor Democratie en werd voor die partij gekozen in de Amsterdamse gemeenteraad. Nadat hij daar in april 2020 uit de fractie werd gezet, ging hij door als eenmansfractie. Sinds december 2020 zit hij wederom namens Forum voor Democratie in de raad.

## Biografie
Van Schijndel studeerde rechten aan de Universiteit van Amsterdam en behaalde een Master in International Affairs aan de Columbia University te New York. In de jaren '90 werkte hij als advocaat bij Loeff Claeys Verbeke in New York en Amsterdam; tot 2005 had hij zijn eigen kantoor. Van Schijndel publiceerde een boek over Europese vraagstukken getiteld "Het Europese wiel" (Van Gorcum), met een voorwoord van mr. J.L. Heldring.

### Politieke carrière
In 2002 en 2003 stond Van Schijndel op de kandidatenlijst van de VVD voor de Tweede Kamer. In 2003 voerde hij een voorkeursactie die circa 12.000 stemmen opleverde. Dit was echter niet genoeg voor een zetel. Van Schijndel kwam op 30 augustus 2005 alsnog in de Tweede Kamer, als opvolger van Jan Rijpstra. In het parlement was Van Schijndel namens zijn partij woordvoerder op de terreinen Politie en Veiligheid, Europese regels, de Nederlandse Grondwet, AIVD en Bewaken en Beveiligen. Hij zette zich in voor invoering van een extra bevoegdheid van de burgemeester om te kunnen optreden tegen ernstige overlast op straat. Deze bevoegdheid staat thans in artikel 172a Gemeentewet.
Binnen de VVD ontstond er ophef over Van Schijndels uitlatingen over de mogelijkheid van toetreding van Turkije tot de Europese Unie, waarin Van Schijndel tegen het beginnen van onderhandelingen was. Ook zijn uitlating omtrent de Schiedammer parkmoord begin september 2005 dat de betreffende officier van justitie en advocaat-generaal zouden moeten opstappen leverde kritiek op van de fractiewoordvoerder justitie binnen de VVD Frans Weekers.
Tijdens de lijsttrekkersverkiezing van de VVD in 2006 was hij een aanhanger van Rita Verdonk. In augustus 2006 leverde hij openlijke kritiek op het verkiezingsprogramma en lijsttrekker Mark Rutte. Zijn 35e plaats op de kandidatenlijst voor de Tweede Kamerverkiezingen 2006 noemde hij een signaal dat zijn opvattingen binnen de VVD niet welkom waren. Daarop werd hij op 6 september 2006 uit de fractie gezet. Hierna vormde hij samen met voormalig LPF-Kamerlid Joost Eerdmans de Groep Eerdmans-Van Schijndel. Bij de Tweede Kamerverkiezingen 2006 stond Van Schijndel op de zevende plaats van de kandidatenlijst van EénNL. De partij behaalde echter geen zetels, waardoor hij verdween uit de Tweede Kamer.
In 2017 werd bekend dat hij zich had aangesloten bij Forum voor Democratie (FVD). Van Schijndel werd voor deze partij bij de gemeenteraadsverkiezingen 2018 in Amsterdam verkozen in de gemeenteraad, maar werd in april 2020 uit de fractie gezet. Hij ging verder als eenmansfractie. Toen de resterende fractie van FVD zich afsplitste van de partij, werd hij weer ontvangen in de partij en vertegenwoordigde als eenmansfractie Forum voor Democratie.

### Verdere werkzaamheden
Van 2007 tot 2013 wierf Van Schijndel in Brazilië voor de Erasmus Universiteit en TU Delft studenten en organiseerde onderzoekssamenwerking. In 2014 keerde hij terug bij de Amsterdamse balie.

## Verkiezingsuitslagen
| Verkiezingen                                            | Partij                                  | Plek op de lijst | Aantal stemmen | Resultaat                 |
| ------------------------------------------------------- | --------------------------------------- | ---------------- | -------------- | ------------------------- |
| Tweede Kamerverkiezingen 2002                           | VVD (kandidatenlijst)                   | 52               | 3.439          | Niet verkozen             |
| Tweede Kamerverkiezingen 2003                           | VVD (kandidatenlijst)                   | 40               | 12.731         | Toegetreden als vervanger |
| Tweede Kamerverkiezingen 2006                           | EénNL (kandidatenlijst)                 | 7                | 191            | Niet verkozen             |
| Nederlandse gemeenteraadsverkiezingen 2018 in Amsterdam | Forum voor Democratie                   | 3                | 445            | Verkozen                  |
| Provinciale Statenverkiezingen 2019 in Noord-Holland    | Forum voor Democratie                   | 14               | 245            | Niet verkozen             |
| Europese Parlementsverkiezingen 2019 in Nederland       | Forum voor Democratie (kandidatenlijst) | 10               | 2.709          | Niet verkozen             |
| Nederlandse gemeenteraadsverkiezingen 2022 in Amsterdam | Forum voor Democratie                   | 1                | 3.057          | Verkozen                  |

Bron: Verkiezingsuitslagen (Kiesraad)

## Trivia
In 2005 en 2006 was politicus Gidi Markuszower politiek assistent van Van Schijndel.